# Alex Kidd in Miracle World
Alex Kidd in Miracle World (アレックスキッドのミラクルワールド, Arekkusu Kiddo no Mirakuru Wārudo) est un jeu de plates-formes édité par Sega pour sa console de jeux vidéo Master System. Il sort d'abord au Japon le 1er novembre 1986, puis est distribué en Europe et aux États-Unis en 1987. Le jeu est par la suite directement inclus dans certaines versions de la console, ce qui lui confère une notoriété importante. C'est le premier épisode et le plus populaire de la série Alex Kidd, dans lequel le joueur contrôle Alex Kidd et visite dix-sept niveaux situés dans le Royaume de Radaxian. Alex Kidd doit surmonter les obstacles et se débarrasser des ennemis pour libérer le Royaume du Tyran Janken le Grand.
Alex Kidd in Miracle World est la réponse de Sega face au succès de Super Mario Bros.. Il devient rapidement un des jeux les plus populaires de la console, principalement en Europe, et est généralement intégré d'office dans les modèles produits après 1990. Depuis 2008, le jeu est disponible en téléchargement sur les consoles Wii et depuis 2012 sur PlayStation 3 et Xbox 360. Le personnage d'Alex Kidd reste l'une des premières mascottes de Sega, jusqu'à l'arrivée de Sonic dans les années 1990, qui prendra sa place.

## Contexte historique

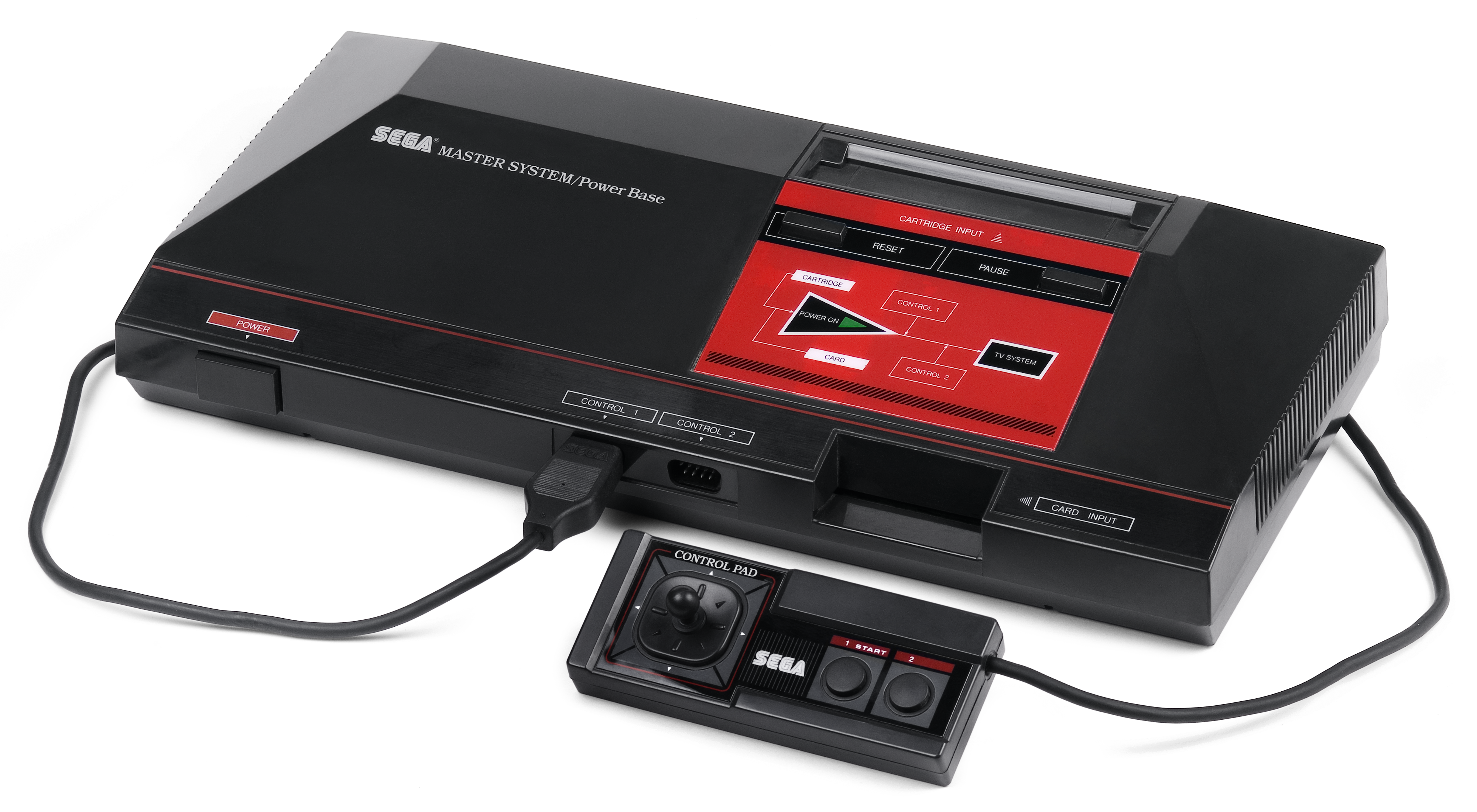
La Master System, console sur laquelle fonctionne exclusivement Alex Kidd in Miracle World (à l'époque de sa sortie).

En 1984, le marché des jeux vidéo est dominé par Nintendo qui vient de lancer sa Famicom (connue en Occident sous le nom de Nintendo ou NES) et qui est sur le point de la lancer aux États-Unis et en Europe. Elle connait un grand succès, en grande partie grâce à la sortie de Super Mario Bros..
Pour contrer Nintendo, Sega décide d'exporter sa console la Sega Mark III déjà très populaire au Japon. La console est en Occident renommée sous le nom de « Master System ». Bien que techniquement plus avancée que la NES, la Master System n'atteint jamais le même niveau de popularité que la console de Nintendo aux États-Unis (seulement 125 000 consoles sont vendues en quatre mois, alors que Nintendo en vend deux millions sur la même période), mais les ventes en Europe sont meilleures.
En 1986, Sega conçoit Alex Kidd in Miracle World, de même que Wonder Boy, comme une réponse au succès du jeu Super Mario Bros.. Alex Kidd in Miracle World est le premier épisode mettant en scène Alex Kidd et le plus populaire de la série. Mais finalement, ce n'est pas ce jeu qui permet à Sega de se hisser au rang de Nintendo. Malgré cela, Alex Kidd reste le jeu de plates-formes de Sega, jusqu'à la création de la Sonic Team, emmenée par Naoto Ōshima et Yuji Naka, qui crée Sonic the Hedgehog sur Mega Drive en 1991.

## Trame
L'action de Alex Kidd in Miracle World se déroule dans l'univers fictif du Royaume de Radaxian, dans lequel vit Alex Kidd, maître en arts martiaux et prince du royaume de Radaxian.
L'histoire du jeu est plus importante que dans les jeux concurrents, comme Super Mario Bros., les développeurs ayant fait un effort sur ce point.

### Prologue
Il y a des siècles, sur sa planète natale Aries (アリエス星, Ariesu-sei), un garçon nommé Alex Kidd étudie au Mont Eternel (Mount Eternal en anglais) la discipline Shellcore (ブロッ拳Burokken, littéralement noyau de coquille), qui le rend fort et capable de réduire les rochers en poussière.
Un jour, alors qu'il quitte sa montagne, un homme mourant lui apprend que la paisible cité de Radaxian (ラダクシャン, Radakushan)) est en danger. Dans un dernier souffle l'homme donne à Alex un morceau de carte et un médaillon taillé dans une pierre de soleil (Sun Stone en anglais).
Ce récit issu du manuel du jeu, explique pourquoi Alex Kidd décide de se rendre dans le Miracle World (littéralement le monde Miracle).

### Scénario
Après avoir vaincu Gooseka, Alex Kidd se retrouve sur l'île de Saint Nurari. Il y découvre qu'il est le prince de Radaxian, mais qu'il a été enlevé par un Seigneur Maléfique lors de sa jeunesse, et que maintenant sa ville natale est gouvernée par le tyran Janken le Grand. Alex se dirige ensuite vers les habitants du village de Namui, où un homme dit que le frère jumeau d'Alex, Egle, est emprisonné dans le château de Radaxian.
Alors, Alex se rend au château de Radaxian, en battant une première fois Chokkina et Parplin sur le chemin. Dans le château, Alex sauve son frère qui lui dit qu'une lettre personnelle au royaume de Nibana l'attend dans une des salles du château. Il doit aussi trouver le Médaillon en pierre de Lune, qui est situé dans le Royaume de Nibana. Alex ramasse la lettre et quitte le château, après avoir vaincu Gooseka une dernière fois. Alex se dirige vers le village suivant, où il bat Chokkina définitivement. Après cela, il se déplace dans le domaine de Niban, où il parle avec son Altesse Royale Stone. Alex apprend que le Médaillon en pierre de Lune a été volé. Le roi lui demande d'aller au lac Cragg (Cragg Lake en anglais), où Alex trouvera la Couronne magique (The Gold Crown en anglais), en donnant la pierre de Hirota.
Alex va au château de Janken, battant définitivement Parplin en route. Dans le château, Alex doit vaincre Janken pour obtenir le Médaillon en pierre de Lune. Janken propose de se rendre si Alex peut le vaincre dans un jeu de Janken (Pierre feuille ciseau). Mais une fois battu, Janken décide d'attaquer Alex.
Une bataille se lance entre eux deux, et Alex est victorieux du piège de Janken le tuant et en le transformant en statue de pierre. Après cela, Alex trouve la princesse Lora, qui lui annonce que la mère d'Alex, Patricia, est entre de bonnes mains. Mais il reste une dernière mission pour Alex, il doit trouver la Couronne magique afin d'annuler les effets de la magie de Janken et de stopper son emprise sur le royaume.
Alex va au lac Cragg, où, après avoir déchiffré la pierre de Hirota, il trouve la Couronne magique, le jeu se terminant sur cette scène.

### Épilogue
Après avoir pris la Couronne magique, Alex restaure la paix à Radaxian, et les personnes qui ont été transformées en pierre par Janken reprennent vie. Dans la ville, Egle le frère jumeau d'Alex est couronné roi de Radaxian. Quant à lui, Alex Kidd, avec ses connaissances en arts martiaux, prend le poste de Protecteur de la ville. Mais il connait déjà son prochain objectif, qui sera de trouver son père, le Roi Tonnerre (King Thunder en anglais).

### Personnages
Alex Kidd est le personnage principal du jeu, il est expert en Shellcore, il s'habille d'un kimono rouge. Le Roi Tonnerre est le père d'Alex. Mais son père spirituel, celui qui lui a tout appris, est Saint Nurari. Sa mère s’appelle Patricia, et il a un frère jumeau Egle, fiancé à la princesse Lora. Pendant sa quête Alex Kidd rencontrera aussi High Stone, le roi de Nibana
Janken le Grand est l'antagoniste du jeu. Il est empereur de la planète Janbarik et veut envahir la belle cité de Radaxian. Son nom vient de ses capacités à jouer au Janken, appelé couramment Pierre-Feuille-Ciseau. Janken a trois courtisans qu'Alex Kidd rencontrera durant son aventure. Ils ont chacun une tête en forme de main, représentant l'un des trois objets du jeu de Janken. Ils se nomment Parplin le poursuivant (tête de feuille), Chokkina le sournois (tête de ciseaux) et Gooseka le rusé (tête de pierre).

## Système de jeu

### Généralités

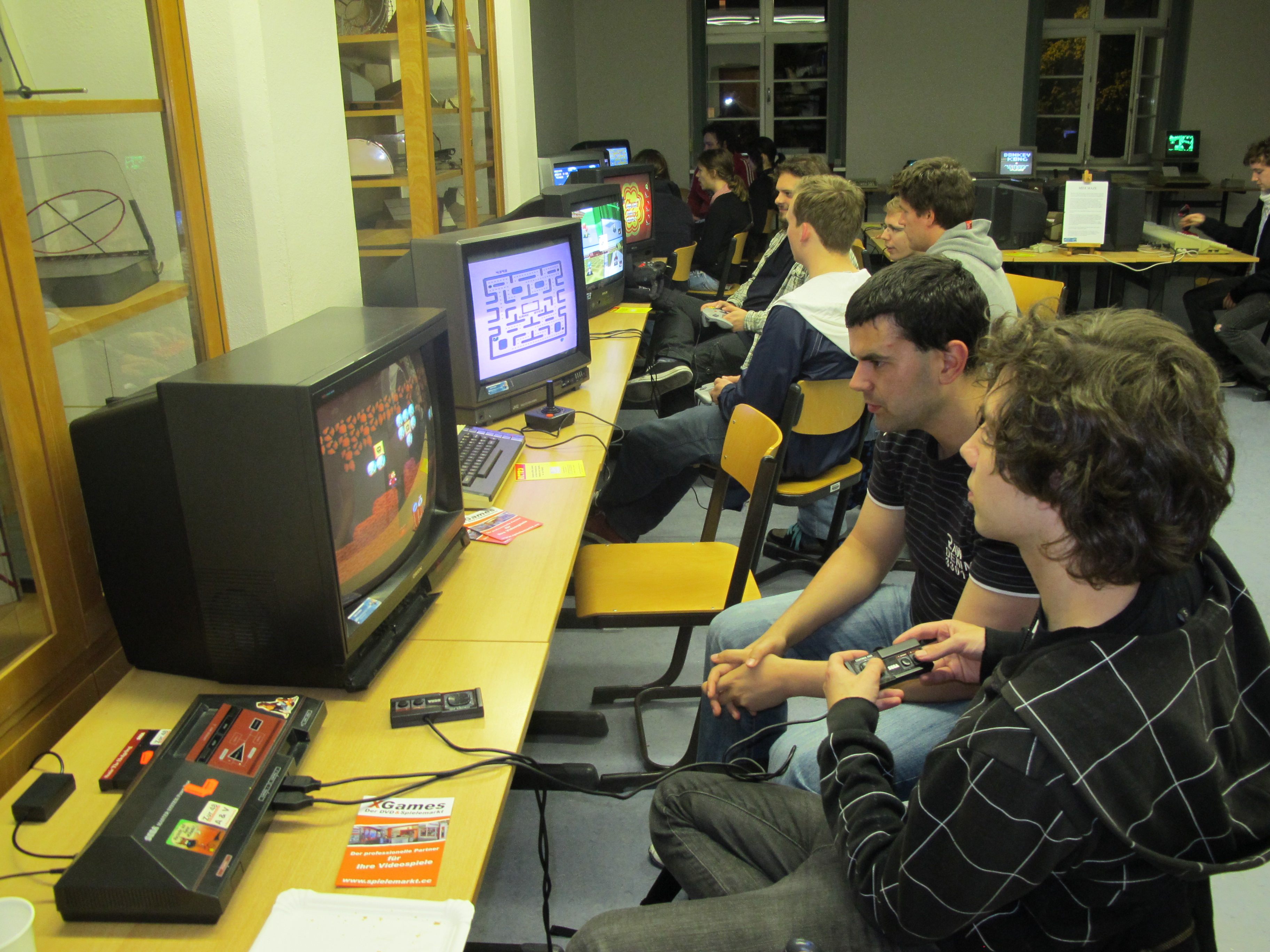
Deux joueurs jouant à Alex Kidd in Miracle World

Le joueur dirige Alex Kidd le protagoniste de la série (qui deviendra une mascotte non officielle pour Sega et sera ensuite remplacé par Sonic à ce titre). Il parcourt le Royaume de Radaxian modélisé par un environnement en 2D avec défilement horizontal. Le joueur doit traverser des niveaux comprenant ennemis, obstacles et pièges divers, à la manière d'un jeu de plates-formes classique. Le joueur peut donc, sauter et frapper ses ennemis dans les 17 niveaux du jeu. Ces 17 niveaux représentent des biotopes (environnements) très différents, tels que des falaises, des lacs, des marais, des villages, des collines ou des châteaux.
Les ennemis les plus courants sont des oiseaux, des poissons, des scorpions ou des flammes de feu, mais il doit parfois faire face à des humains, contre qui on jouera une partie de Janken. Le joueur peut aussi utiliser son poing pour briser certains types de roches, permettant d'accéder aux nouvelles zones ou de collecter de l'argent. Mais parfois marcher ou briser certains blocs peut libérer un fantôme maléfique qui va essayer de tuer Alex. Dans certains niveaux, le joueur peut utiliser des véhicules. De plus, comme Alex n'a pas de barre de santé, il perd une vie à chaque contact avec un ennemi.
Le jeu est assez étoffé par rapport aux jeux concurrents. Alors que dans la plupart des jeux de plates-formes il suffit de sauter et de courir, ici le jeu inclut des éléments du jeu de rôle et de la stratégie avec par exemple la gestion de l'inventaire. En plus du mini jeu pour vaincre les boss avec les combats de Janken.

### Difficulté
Le jeu est considéré comme assez difficile, les niveaux demandant d’être correctement maîtrisé. D'après le magazine français JV : Sortons le Grand Jeu, le jeu n'était pas d'une difficulté diabolique, mais savamment dosée, allant du très facile au très dur pour les derniers niveaux, voire au sadisme. Par exemple, ceux qui l'ont fini se rappelleront du trou invisible sur un sol à l'aspect anodin dans le dernier niveau. À cela s'ajoutent les terribles combats de Janken, contre lesquels il est frustrant de perdre. Ainsi que du code à rentrer dans le bon ordre en lisant la pierre Hirota (écrite en japonais) sous peine d'être assailli par une nuée de fantômes. En revanche, contrairement à Super Mario Bros., il n'y a pas de limite de temps pour finir un niveau.
L'un des aspects le plus critiqué du titre est la précision de ses contrôles : le joueur doit anticiper la vitesse et la hauteur des sauts d'Alex, nécessitant donc un bon entraînement avant d'être maîtrisé.
De plus, Alex Kidd in Miracle World n'a pas d'option de sauvegarde ou de système de mot de passe, ce qui signifie que lorsque toutes les vies d'Alex sont perdues, l'écran Game Over apparaît et le jeu est terminé. Cependant, le jeu a eu une fonctionnalité cachée "continuer", qui permet au joueur de continuer le jeu avec trois vies depuis le début du niveau où Alex est mort. Pour cela il faut appuyer sur le bouton haut et le bouton 2 huit fois de suite au cours de l'écran Game Over. Cette fonctionnalité nécessite d'avoir récupéré au moins 400 $ dans le jeu ,.

### Techniques
Grâce à ses graphismes colorés et sa musique entraînante, le jeu séduit de nombreux joueurs à travers la planète, malgré une maniabilité parfois délicate. En effet, le personnage ne réagit que lentement aux commandes de la manette ce qui amène le joueur à anticiper un minimum ses actions et cela renforce même l'immersion. Ainsi, un temps d’adaptation est nécessaire pour appréhender les obstacles et autres pièges de ce jeu de plate-forme qui se différencie de fait de Super Mario Bros. où la prise en main est immédiate. Passé ce temps, le jeu devient très plaisant à jouer. Au fur et à mesure des parties, le joueur prend connaissance des pièges sur lesquels il a buté, lui permettant d’aller toujours plus loin. On peut donc assimiler Alex Kidd in Miracle World comme un jeu de type die and retry, un peu comme l’était Ghost’n Goblins en son temps. C’est ainsi que plusieurs speedrunners ayant appris le jeu par cœur, le finissent sans perdre une seule vie.

### Ennemis
Comme dans de nombreux jeux, il y a deux sortes d’ennemis. Les ennemis classiques qui se retrouvent dans tous les niveaux. Ce sont les ennemis auxquels Alex Kidd doit faire face lorsqu'il voyage à travers les 17 niveaux du jeu. Certains sont destructibles, d'autres non. Le deuxième type d'ennemis que l'on peut rencontrer sont les boss de fin de niveau. On les retrouve uniquement dans certains niveaux.

#### Ennemis destructibles
Pour attaquer le joueur peut utiliser le poing d'Alex Kidd. Tuer un ennemi donne un certain nombre de points, qui s’ajoutent au score du joueur.
La diversité des ennemis est intéressante. Il existe globalement, trois types d'ennemis destructibles. Il y a d'abord les ennemis statiques, tels que les singes qui nous lancent des pierres depuis la cime des arbres, ou les pieuvres rouges. Il y a ensuite les ennemis qui se déplacent horizontalement, certains au niveau du sol, comme les scorpions ou les pierres roulantes, d'autres dans les airs comme les oiseaux monstrueux ou les chauves-souris, et d'autre dans l'eau, comme pour les poissons toxiques. Enfin, il existe enfin des ennemis qui se déplacent verticalement, comme les grenouilles vertes et le triton, qui lance parfois des bulles autour de lui. Si Alex Kidd rentre en contact avec ces bulles, il meurt.

#### Ennemis indestructibles
Ce sont les adversaires qui ne peuvent pas être détruits. Si Alex Kidd est touché par l'un de ces ennemis, il perd une vie. Parmi eux, il y a les fantômes de couleur grise. Ce fantôme apparaît dans certains cas lorsque l'on brise un bloc avec le point d'interrogation "?", ou lorsque l'on marche sur une case rose avec un symbole de crâne. Cet adversaire peut disparaitre, si le joueur récupère deux sacs d'argent. Le deuxième ennemi indestructible du jeu est la flamme. Elles ont la forme d'une flamme et deux yeux. Elles ont trois types de déplacement possible : celles qui se déplacent en cercles, celles qui font des aller-retours, et celles qui restent fixes.

#### Boss
Le joueur rencontrera six boss différents pendant son aventure. Certains revenant plusieurs fois, pour porter le nombre total de confrontations à neuf. Ces boss sont battus de trois manières différentes.
Il y a les combats classiques, dans lesquels Alex Kidd doit frapper le boss avec ses poings pour le tuer. On rencontre ce cas dans deux situations, contre le Bœuf qui apparaît juste avant que le joueur n'entre dans le village de Namui (Niveau 6). Et un peu plus tard dans l'aventure, après avoir traversé les forêts noires (niveau 8), doit se battre contre un ours grizzly .
| Illustration du jeu de Janken avec la pierre, la feuille et le ciseau. |  | Illustration du jeu de Janken avec la pierre, la feuille et le ciseau. |  | Illustration du jeu de Janken avec la pierre, la feuille et le ciseau. |
| Illustration du jeu de Janken avec la pierre, la feuille et le ciseau. |  |                                                                        |  |                                                                        |

Il existe un second type de combats dans lequel le joueur est amené à jouer au Janken (pierre-papier-ciseaux). Alex Kidd combat de cette manière la première fois qu'il rencontre les courtisans de Janken le Grand. Au début de chaque manche, c'est au joueur de choisir quel objet, parmi la pierre, la feuille ou le ciseau, il veut utiliser. Le premier qui remporte deux manches gagne la partie, la défaite du joueur entraînant la perte d'une vie. Ces combats sont au nombre de trois. Le premier étant Chokkina le sournois, avec une tête de ciseau. Alex le rencontre la première fois au Mont Kave (niveau 7). Le second, Parplin le poursuivant, a une tête en forme de main ouverte. Alex le rencontre la première fois dans la plaine de Bingoo (niveau 10). Le troisième et dernier courtisan s'appelle Gooseka le rusé, il a une tête en forme de poing. Alex le rencontre la première fois au Mont Éternel (II) (niveau 2).
Dans le dernier type de combat Alex Kidd est de nouveau amené à jouer au Janken. Mais la suite du combat est différente, son adversaire verra sa tête se détacher et se balader à l'écran et Alex Kidd doit la taper trois fois pour tuer définitivement son adversaire. Ces combats sont au nombre de quatre. Une seconde fois contre les trois courtisans de Janken le Grand, dans le même ordre, soit Gooseka dans le Château de Radaxian (niveau 11), Chokkinna dans la ville de Radaxian (niveau 12) et Parplin au royaume de Nibana (niveau 15). Puis on rencontre enfin Janken le Grand : c'est le boss final du jeu, il s'agit d'un robot avec une corne sur la tête. Alex découvre Janken le Grand dans le château éponyme (niveau 16).

### Blocs
Le manuel de jeu explique que le Miracle World est construit avec des millions de blocs de pierres. Ces blocs sont de différentes formes et couleurs et ils s'adaptent à l'environnement du niveau joué. Alex Kidd, grâce à ses connaissances en Shellcore, peut détruire certains de ces blocs.
Les blocs destructibles disparaissent du niveau et permettent à Alex Kidd de modifier son environnement pour se déplacer dans le niveau. De plus certains blocs sont des boites ayant des effets dans le jeu, certaines renfermant par exemple des items.
Lorsque Alex conduit un véhicule (Moto, Hélicoptère ou Hors-Bord), ce véhicule se détruit lorsqu'il entre en collision avec un bloc indestructible.

#### Boite
Les boites sont caractérisées par des blocs de couleur jaune ou rose, avec un symbole représenté dessus, l'étoile (★), le crâne (☠) et le point d'interrogation (?) étant les plus représentés. Les boites jaunes sont destructibles, tandis que les roses ne le sont pas et s'activent lorsque Alex marche dessus ou les frappe.
Les boîtes jaunes avec une étoile (★) permettent de récupérer des pièces d'or tandis que celles avec un point d'interrogation (?) font apparaître cycliquement un fantôme, une vie ou un Bracelet magique. Les boîtes roses permettent souvent de modifier l'environnement, en ouvrant par exemple un passage secret. Elles servent aussi à rentrer le mot de passe final du jeu dans le dernier niveau.

### Utilisation de l'argent et des items
Dans tout le jeu sont parsemés des sacs d'argent, qui disséminés dans les niveaux permettent d'acheter et d'utiliser des items qui facilitent la progression du joueur. Ces items peuvent être achetés dans les différentes boutiques du jeu ou trouvés directement dans les niveaux. Il est, par exemple, possible d'obtenir une moto qui permet de faire une petite partie du jeu à toute vitesse, un hors-bord ou encore un hélicoptère.
Les phases de jeu en véhicule permettent de donner un peu de fraîcheur à l'aventure et de casser le rythme du jeu. Ces niveaux étant généralement plus amusants que les niveaux de plates-formes classiques.

#### Items classiques
En fonction de leur importance, on peut classer les items en deux types que le joueur peut acquérir le long de l'aventure. Ils peuvent se trouver directement dans les niveaux ou en brisant un bloc jaune :  
- Sacs de pièces d'or[8] (バウム, Baumu?, ou The Bags of Gold Coins en anglais) Un sac blanc qui contient de l'argent. Il en existe deux tailles. Les grands sacs qui peuvent être trouvés dans des boîtes jaunes avec une étoile (Valeur : 20 U), ou bien directement disséminés dans les niveaux (Valeur : 10 U). Les petits sacs se trouvent dans des boîtes jaunes avec une étoile (Valeur : 10 U). Le U est la monnaie d'échange sur la planète Aries. Avec les pièces d'or récoltées, vous pouvez acheter des articles dans les boutiques. Elle permet aussi de continuer à jouer lorsqu'on est sur l'écran Game-over.
- Le bracelet magique[8] (パワーブレスレッド, Pawa Buresureddo'?, ou The powerful Bracelet en anglais) : C'est un bracelet bleu et rouge, ce bracelet permet de lancer « l'onde de choc destructrice  » (破断衝撃波?, « The Shocking Waves of Destruction », littéralement une puissante vague de destruction). Il peut s'acheter dans les magasins ou être trouvés dans des boîtes jaunes avec un point d'interrogation.
- Alex Kidd[8] (アレックスキッド, Arekkusu Kiddo?) * Alex Kidd[8] (アレックスキッド, Arekkusu Kiddo?) : C'est une poupée représentant Alex Kidd qui permet d'obtenir une vie supplémentaire. Il peut s'acheter dans les magasins ou être trouvés dans des boîtes jaunes avec un point d'interrogation[8].
- La poudre de téléportation[8] (テレポートパウダー, Terepōto Pauda?, ou Teleport Powder en anglais) : C'est une boite grise avec le ?. Il s'agit d'une poussière magique qui rend Alex invisible pendant un court instant. Elle peut s'acheter dans les magasins ou se trouver directement dans des niveaux.
- La canne de vol (サイコウォンド, Saiko Wondo?, ou The Cane of Flight en anglais) : Une canne en bois qui donne tellement de puissance psychique à Alex qu'il peut voler un court instant. Elle peut uniquement s'acheter dans les magasins[8].
- La capsule magique A (魔法のカプセル, Mahō pas Kapuseru A?, ou The Magic Capsule A en anglais) : Une capsule bleue avec la lettre A, huit petites poupées d'Alex Kidd apparaissent afin d'attaquer les ennemis. Il peut uniquement s'acheter dans les magasins[8].
- La capsule magique B (魔法のカプセルB, Mahō pas Kapuseru B?, ou The Magic Capsule B en anglais) : Une capsule orange avec la lettre B, une barrière protège Alex Kidd des ennemis autour de lui. Il peut uniquement s'acheter dans les magasins[8].
- Boule de télépathie[8] (テレパシーボールTerepashī Boru ou The Telepathy Ball en anglais) : Cette boule, qui se trouve dans le niveau 7 ainsi qu'au niveau 11, permet au joueur de savoir ce que pense son adversaire lorsqu'il joue à pierre-feuille-ciseau, ce qui facilite le choix de l'objet à choisir pour gagner.

Les items ne peuvent pas être utilisés dans l'eau.

#### Trésors
Le jeu contient aussi une série d'items uniques, appelés trésors sans laquelle le jeu ne peut pas être terminé en théorie. De tels objets sont les suivants: 
- Carte (地図, Chizu?, ou Map en anglais) : Une carte qui permet de voir où l'on se trouve dans le royaume, Alex possède l'objet dès le début du jeu…
- Le médaillon en pierre de soleil (太陽石のメダル?, ou The Sun Stone Medallion en anglais) : Une médaille avec le symbole du soleil, Alex possède l'objet dès le début du jeu…
- Le Médaillon en pierre de Lune (月光石のメダル ou The Moonlight Stone Medallion en anglais) : Une médaille avec le symbole de la lune.
- Couronne magique (王冠, Okan?, ou the Gold Crown en anglais) : Pour trouver cet objet, il est nécessaire d'avoir les deux médaillons de la lune et du soleil. C'est une couronne magique qui a des pouvoirs magiques… Lorsque l'on récupère la couronne, le jeu se termine.
- La pierre de Hirota (ヒロッタストーン, Hirotta Suton?, ou The Hirotta Stone en anglais) : Une pierre qui permet au joueur de connaitre le mot de passe nécessaire pour débloquer la couronne magique. Elle est donnée à Alex Kidd en échange de la lettre de son Altesse Royale Stone. Elle est composée de symboles qui se lisent dans le sens japonais, soit en colonne de haut en bas, puis de droite à gauche. Aucune explication n'est donnée dans le jeu à ce propos ce qui rend son utilisation très difficile[21].

- Une lettre personnelle au royaume de Nibana (ニバーナ王国への親書, Nibana Okoku?, ou A personal letter to the kingdom of Nibana en anglais) : Elle est cachée dans le château, on peut la trouver après avoir sauvé Egle, le frère d'Alex. Il faut remettre la lettre au roi de Nibana pour avoir la pierre de Hirota.

#### Véhicules
Dans le jeu, vous pouvez utiliser un certain nombre de véhicules qui permettent à Alex Kidd de se déplacer plus rapidement. Ces véhicules permettent à la fois d'esquiver les ennemis et de les tuer. Si le joueur entre en collision avec véhicule dans un bloc de pierre, le véhicule est détruit instantanément. Le véhicule ne peut être utilisé que dans certains niveaux. Les véhicules sont :  
- La moto Sukopako[8] (スコパコサイクル, Sukopako Saikuru?, ou Sukopako Motorcycle en anglais) : moto capable de casser les blocs (sauf ceux indestructibles), Alex Kidd peut sauter et tuer les ennemis avec. Il est possible de l'acheter dans certains magasins[8] dans les niveaux où elle est utilisable. La moto est détruite si elle percute un bloc incassable ou si elle tombe dans l'eau. De plus on ne peut pas faire marche arrière avec. Les niveaux qui permettent de l'utiliser sont le Mont Eternel (II) (Niveau 2), Les forêts noires (Niveau 8).
- La Peticopter[8] (プチコプター, Puchikoputā?, ou Peticopter en anglais) : Hélicoptère capable de tirer des missiles qui détruisent certains blocs et peuvent tuer les ennemis. Le joueur en reçoit un la première à L'île de Saint Nurari (niveau 4) qu'il utilisera au lac Fathom (II) (niveau 5), vous pouvez également l'acheter dans un magasin au village de Namui (niveau 6)[8] et dans la plaine de Bingoo (niveau 10) et il est reçu dans le niveau 13.
- Bateau Suisui[8] (スイスイボート, Suisui Boto?, ou The Suisui Boat en anglais) : Un bateau avec lequel vous pouvez naviguer sur l'eau pendant la rivière (niveau 9). Il est possible de sauter avec et de tirer des missiles.

#### Magasins
Le royaume de Radaxian dispose de six magasins, dans lesquels vous pouvez acheter des items ou des véhicules. Chaque magasin offre trois items différents qui peuvent tous être achetés si Alex dispose d'assez d'argent. Les prix des items débutent à 100$ pour les objets classiques, 200$ pour les véhicules et 500$ pour un Alex Kidd (offrant une vie supplémentaire).
Pour acheter un objet, Alex doit sauter sur celui-ci. Si Alex possède déjà l'item, le nouvel item remplace le premier. Il n'est pas possible de posséder un item en double.

### Niveaux
Alex Kidd in Miracle World est composé de 17 niveaux différents, chacun avec sa propre atmosphère. Les niveaux ont globalement une difficulté croissante, les premiers niveaux étant très faciles et les derniers niveaux, principalement les deux châteaux demandant du temps avant d'être maîtrisés.
Les environnements des niveaux sont très différents, néanmoins on peut distinguer quelques environnements qui reviennent plus souvent que d'autres.

#### Niveaux aquatiques
Les niveaux aquatiques sont au nombre de cinq. Mais il existe un seul niveau entièrement aquatique (Le lac Fathom (I)) (niveau 3). Les décors de ce niveau sont représentatifs des niveaux aquatiques en général. Son sol est brun avec des herbes vertes, des roches destructibles vertes bloquent certains passages. En tuant un poulpe le joueur peut débloquer un passage secret, qui débloque un chemin alternatif,. L'itinéraire alternatif comprend deux parties distinctes une partie aquatique et une zone extérieure avec beaucoup d'argent.
Dans les autres niveaux la partie aquatique correspond seulement à une partie du niveau, la fin du niveau par exemple pour le premier (Le mont Eternel (I)) et le dernier niveau (Le lac Cragg). Dans d'autres niveaux la partie aquatique correspond à une voie alternative. C'est le cas du niveau 5 (Le lac Fathom (II)) qui se fait en Peticopter, si le joueur détruit son Péticopter, il tombe dans l'eau et doit finir le niveau à la nage. Idem dans le niveau 9 (La rivière) qui doit se parcourir avec le Bateau Suisui. Dans ces deux niveaux lorsque Alex tombe dans l'eau, peu importe quand, il arrive au même endroit.

#### Les châteaux
Dans le jeu, les deux châteaux correspondent probablement aux deux niveaux les plus difficiles du jeu. Ces niveaux sont un peu différents des autres, car il y existe plusieurs routes pour aller dans chaque salle. Dans le Château de Radaxian (niveau 11) on peut sauver Egle, le frère jumeau d'Alex. Il nous informe de la présence de la lettre du royaume Nibana au sein du château. Elle nous permettra plus tard de récupérer la pierre Hirota qui permet de décoder le code final du jeu. 
Dans le deuxième château, Le Château de Janken le Grand (niveau 16) est beaucoup plus grand que le précédent. Il contient de nombreux obstacles, tels que des piques, des flammes, un sol qui se dérobe sous nos pieds ou des zones avec des douches qui peuvent tuer le joueur. À la fin du château, Alex fait face à Janken le Grand, puis il rencontre la princesse Lora que Janken retenait.

#### Niveaux habités
Dans le jeu Alex voyage parfois par des zones habitées. Il passera par deux villes, Le village de Namui (Niveau 6) & La ville de Radaxian (Niveau 12) Il y a des maisons et des pins à l'horizon. Les niveaux sont constitués de pierres grises indestructibles et de pierres brunes destructibles. Au début du niveau, il y a un magasin, où le joueur peut acquérir différents items.
Dans deux autres niveaux Alex rencontre des personnages qui vont l'aider. À L'île de Saint Nurari (niveau 4) on rencontre Saint Naruri qui est maître d'Alex. Celui-ci informe Alex sur sa mission et lui donne le Peticopter pour le niveau suivant. Dans le court niveau du royaume de Nibana (Niveau 14) Alex rencontre le roi de Nibana sur son trône. Si Alex a la lettre du royaume Nibana, il peut lui échanger contre la pierre Hirotta, dans le cas contraire un fantôme apparaît.

#### Les marais
Il y a quatre niveaux qui ressemblent à un marais. Ce sont des niveaux plats que le joueur peut parfois faire à moto (Mont Eternel (II) (niveau 2)) ou en Pelicopter (La plaine de Bingoo (niveau 10) et Le marais (niveau 13)), le royaume de Nibana (II) (niveau 15) est le seul qui doit être parcouru à pied. Les niveaux sont parsemés de trous remplis de boue verdâtre, si le joueur tombe dedans, il perdra une vie. Le ciel est bleu foncé avec quelques nuages blancs, quelques montagnes brunes et vertes à l’horizon.

#### Autres niveaux
Il existe deux autres niveaux, le mont Kave (niveau 7) et les forêts noires (niveau 8) qui correspondent respectivement à l'intérieur d'un volcan et à une forêt tropicale.

## Développement

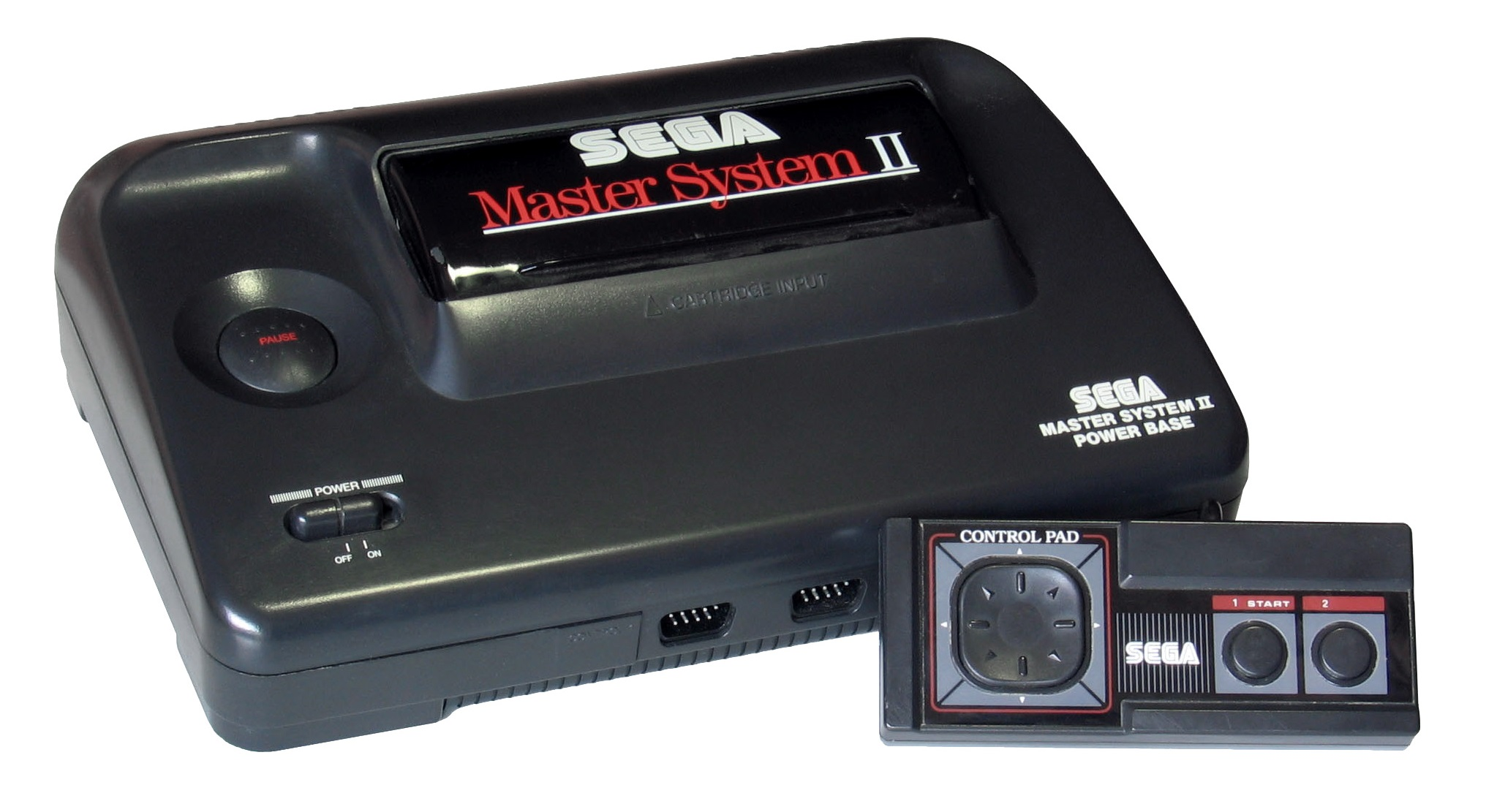
La Master System II intègre Alex Kidd in Miracle World.

En 1986 lorsque Alex Kidd in Miracle World entre en développement, l'équipe est dirigée par Kotaro Hayashida, aussi connu sous le pseudonyme Ossale Kohta (オサール・コウタ). Kotaro Hayashida est aussi le créateur de Phantasy Star. Le jeu (comme Wonder Boy) est alors conçu comme une réponse de Sega à Super Mario Bros..

### Concept original
En 1985, Sega avait séparé ses studios de développement en deux, jeu pour borne d'arcade d'un côté et jeu pour console de salon de l'autre et la Sega Mark III (Master System en Europe) venait de sortir au Japon. Il commence à travailler avec son équipe sur un jeu mélangeant le jeu d'action et le jeu de rôle. Le jeu s’appelle Miracle Land, avant que Sega ne change drastiquement ses plans.
À l'origine Alex Kidd devait se battre avec un Nyoibo (sorte de bâton magique). Puis les développeurs décidèrent d'en faire un maître en arts martiaux, le bâton fut abandonné et son arme devint le poing. Le design du jeu a subi quelques révisions de ce genre avant d'atteindre la forme que nous connaissons aujourd'hui. Par exemple, on retrouve encore quelques éléments du jeu de rôle original. Comme les boutiques, les nombreux items. De même l'univers du jeu qui est beaucoup plus important dans un jeu de rôle, s'inspire des guerres interstellaires, comme dans Star Wars. Le scénario est très étoffé pour un jeu d'aventure des années 1980.
Selon Kotaro Hayashida le projet initial était même de concevoir un jeu Dragon Ball mais l'impossibilité d'obtenir la licence a nécessité de bifurquer le projet,.

### Similitudes avecSuper Mario Bros.
Le jeu s'inspire fortement de Super Mario Bros., les jaquettes japonaises sont par exemple très similaires,. Mais, néanmoins il a aussi sa propre identité,. Mario saute sur ses ennemis, Alex les frappe sur le côté avec son poing. Les deux jeux sont très différents avec les combats de Janken dans Alex Kidd. De plus, les boutons d'attaque et de saut sont inversés par rapport à Mario, dans le but de faire quelque choses de différent. Mais Kotaro Hayashida avouera plus tard que c'était une erreur, d'ailleurs dans les dernières versions du jeu, les boutons sont de nouveaux inversés.

### Musique du jeu
La musique du jeu a été réalisée par Tokuhiko Uwabo, qui a aussi composé la musique de d'autres grandes licences de Sega, tel que Phantasy Star ou Sonic the Hedgehog 3. L'environnement musicale des différents niveaux est souvent plébiscité par les critiques,,. 
| 1.  | Title Screen        | Tokuhiko Uwabo | 0:04 |
| 2.  | Level Start         | Tokuhiko Uwabo | 0:02 |
| 3.  | Main Theme          | Tokuhiko Uwabo | 0:26 |
| 4.  | Underwater          | Tokuhiko Uwabo | 1:08 |
| 5.  | Sukopako Motorcycle | Tokuhiko Uwabo | 0:17 |
| 6.  | Janken              | Tokuhiko Uwabo | 0:10 |
| 7.  | Peticopter          | Tokuhiko Uwabo | 0:26 |
| 8.  | Castle              | Tokuhiko Uwabo | 0:45 |
| 9.  | Ending              | Tokuhiko Uwabo | 0:38 |
| 10. | Game Over           | Tokuhiko Uwabo | 0:02 |

### Versions

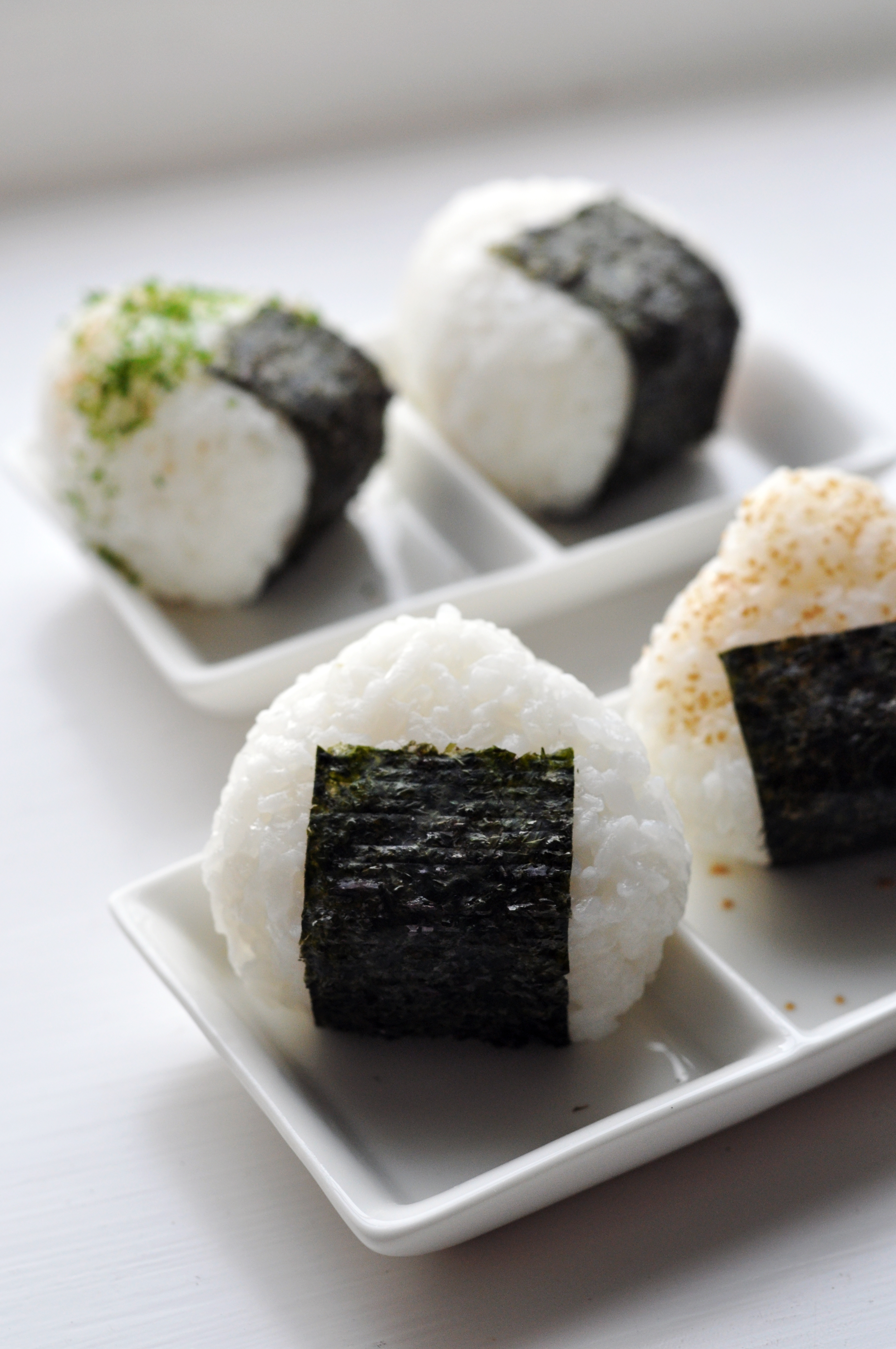
Un Onigiri, qui ressemble à ceux que mange Alex à la fin de chaque niveau dans la version cartouche du jeu.

La version originale sort en cartouche au Japon le 1er novembre 1986 au prix de 5 000 yens, puis elle est distribuée aux États-Unis à partir de décembre 1986, et en dernier lieu en Europe à partir de 1987. En France le jeu sort en septembre 1987.
Une nouvelle version du jeu est ensuite directement incluse dans certaines console, ce qui lui confère une notoriété immédiate. Il s'agit du premier épisode mettant Alex Kidd en vedette et le plus populaire. Cette nouvelle version est intégrée dans les cartouches américaines et européennes ainsi que dans la Master System 2 et aussi quelques versions australiennes et européennes de la Master System 1, démarrer la console sans cartouche lançant alors le jeu,. 
Il y a deux différences entre les versions originales et les secondes versions. La première concerne l’écran de fin de niveaux, qui est symbolisée dans la version originale du jeu, par une boulette de riz (onigiri) qu'Alex mange lorsque le niveau est terminé. Dans la nouvelle version, il mange un hamburger, ce qui est une forme d'occidentalisation du jeu. De plus, dans la version originale, le bouton 2 sert à frapper et le bouton 1 à sauter, alors que ces contrôles ont été inversées dans la version intégrée. Ceci pour se rapprocher des contrôles de Super Mario Bros..
Le jeu a été édité sur de nombreux supports différents, puisqu'il est disponible en téléchargement sur les consoles de septième génération. Le jeu est d'abord réédité sur la Console Virtuel de la Wii en 2008. Puis il sort aux côtés de Super Hang-On et The Revenge of Shinobi dans le cadre de la Sega Vintage Collection : Alex Kidd and Co, qui est publiée sur le Xbox Live Arcade et PlayStation Network en mai 2012. Cette version permet de jouer à toutes les versions du jeu, ainsi chaque région est disponible (la version européenne en conservant une fréquence d'affichage de 50 Hz) et la variante intégrée aux Master System 2 avec le hamburger.
Quelques versions ont également été développe par des amateurs. On peut notamment citer la version PC créée par Darmon Xavier depuis 2007, la dernière version date de 2011. En 2012, un fan réalise une version HD du jeu. Celle-ci est très proche du jeu original, Alex Kidd se comporte de la même manière; les blocs et les ennemis sont placés aux mêmes endroits et l'écran d'introduction est identique.

## Accueil
| Aperçu des notes reçues  | Aperçu des notes reçues | Aperçu des notes reçues |
| Média                    | Année                   | Notes                   |
| ------------------------ | ----------------------- | ----------------------- |
| Generation 4             | 1987                    | 99/100                  |
| Micro News               | 1989                    | Critique positive       |
| Computer and Video Games | 1991                    | 86/100                  |
| Eurogamer                | 2008                    | 7/10                    |
| IGN                      | 2008                    | 9/10                    |

Les critiques sont globalement très positives. L'ensemble de la presse spécialisée, d'aujourd'hui et d'hier loue le jeu pour ses graphismes colorés, ses puzzles, sa bande-son et son univers.
Dès 1987, le magazine Generation 4 teste le jeu dans son premier numéro. Il lui attribue la note de 99/100, avec 96/100 pour les graphismes, avec une critique très positive : « Qui n'a pas vu Alex Kidd ne peut se targuer de connaître un VRAI jeu d'Arcade-Aventure ! Oserais-je dire qu'il est parfait ?. » Le jeu est fortement apprécié pour ses rebondissements, ses mystères et ses passages en véhicules.
En 1988, le magazine Tilt revient sur le jeu. Le magazine lui attribue une notre d'intérêt de 13, louant les animations, la bande sonore et un niveau de difficulté croissant bien pensé. 
En 1989, le magazine Micro News, dans son hors série SEGA, dit à propos du jeu : « On se demande encore comment ils ont réussi à mettre tant de choses dans une seule cartouche, avec en plus des graphismes si réussis ! [...] n'hésitez pas : des programmes comme ça sur console, on n'en voit pas tous les jours ! Ni même tous les ans. ». La même année le magazine américain VideoGames & Computer Entertainment lui consacre une critique positive. Une nouvelle fois les graphismes et la bande sonore sont félicités, mais le testeur Clayton Walnum salue aussi les challenges proposés par le jeu qui demande du temps avant d'être maîtrisé.
En 1991, le magazine britannique Computer and Video Games lui donne la note de 86/100. Le jeu est décrit comme étant la réponse de Sega à Mario et conclut que le gameplay vous scotchera des heures durant devant votre télé.
En 2008 il est testé par deux sites anglophones. Le site Eurogamer lui donne la note de 7/10, quant au site IGN, il donne à Alex Kidd in Miracle World la note de 9 sur 10 et lui accorde le prix « Editor's Choice award », que l'on peut traduire par « choix de la rédaction ». IGN parle d'un jeu de plateforme exceptionnel, avec de l'action et des puzzles apportant du beau challenge et qui surtout font toujours leur petit effet aujourd'hui. IGN lui donne aussi la note de 9/10 à la version de la Console Virtuel Wii.
L'environnement musical des différents niveaux est souvent plébiscité par les critiques. Le magazine Generation 4 mettra la note de 85/100 à l'ambiance sonore du jeu. La musique d'introduction, « Main Theme » du jeu est classée 20e par le site jeuxvideo.com dans son article sur Les 20 thèmes musicaux les plus marquants du jeu vidéo.

## Postérité
Alex Kidd fut un succès commercial, principalement en Europe . Lors de sa sortie, Alex Kidd était la nouvelle mascotte de Sega, créée par Kotaro Hayashida pour contrer Mario le plombier moustachu. Il est l'un des jeux phares de la Master System. Après 1990, il y est généralement intégré d'office.
Le jeu est très souvent cité comme étant l'un des titres les plus marquants de la Master System,. Le site Sens Critique le place 5e dans sa liste des meilleurs jeux Master System. IGN mentionne le jeu comme étant l'un des 7 jeux Master System à posséder.
Mais si le succès fut au rendez-vous pour ce premier episode, les autres épisodes de la série n'ont pas su tenir la barre face à Mario. Depuis 1991, aucun épisode officiel n'a vu le jour. Il reste malgré tout un des personnages emblématique du jeu vidéo. Il est actuellement connu pour être la plus grande source d'inspiration du célèbre Minecraft, développé par Marcus Persson puis racheté par Mojang.

### Développement de la série
Les épisodes se multiplieront après le succès de Miracle World, mais la qualité discutable de ces épisodes met un terme à la série. Une suite peu inspirée voit d'abord le jour en 1988 au Japon, Alex Kidd: The Lost Stars, puis Alex Kidd in High-Tech World en 1989 qui est une version modifiée du jeu japonais Anmitsu Hime. Une suite directe à Miracle World Alex Kidd in the Enchanted Castle sort en 1990 sur Mega Drive. Mais le jeu n'est pas aussi bon que son aîné. Le seul jeu qui est d'une qualité honnête est Alex Kidd in Shinobi World, sorti en 1991, en fin de vie de la Master System.[non neutre] Mais dès 1990, Sonic faisait déjà de l'ombre à la série qui disparaîtra rapidement...

### Suite
Alex Kidd in the Enchanted Castle est le cinquième titre de la série Alex Kidd et il peut être considéré comme la suite de Alex Kidd in Miracle World. Il est en vente en Europe dès 1990 sur Mega Drive.
L'intrigue est la suite de Miracle World. Le jeu commence avec le frère d'Alex, Egle sur la planète Aries. Alex apprend que son père, le roi Tonnerre est piégé par Ashra, le gouverneur de la planète Papiéroche, c'est pourquoi Alex part au secours de son père,.
De nombreux objets du jeu original sont conservés : la moto, l'hélicoptère, le bracelet, etc… Le jeu conserve les parties de pierre-feuille-ciseau. On peut également croiser des huttes (appelé Janken House) dans lequel on joue une partie de pierre-feuille-ciseau, en cas de victoire, Alex repart avec un objet.

### Les références au jeu
En 1988, on peut trouver dans le jeu Kenseiden sorti sur Master System, la tête d'Alex Kidd qui s'y trouve cachée dans l'un des décors du jeu.
En 2010, le groupe de rock français Chunk ! No, Captain Chunk ! sort un album sur lequel figure un morceau intitulé Alex Kidd In Miracle World. La même année Alex Kidd est cité dans le livre Les 1001 jeux vidéo auxquels il faut avoir joué dans sa vie.
Dans le monde du jeu vidéo, Alex Kidd a fait quelques caméo. En 2001 il apparait dans le jeu Segagaga en tant que vendeur d'onigiris. En 2010 Sonic and Sega All-Stars Racing et sa suite Sonic and All-Stars Racing transformed, Alex Kidd est jouable avec sa fidèle moto Sukopako et le Peticopter, qui est présent dans la suite du jeu.
Le game design du tout premier jeu Star Wars de Namco (1987) sur Famicom, commercialisé 10 mois après Alex Kidd, s'inspire grandement du jeu Alex Kidd in Miracle World de l’aveu même du programmeur Yoshihiro Kishimoto.

### Alex Kidd in Miracle World DX
Une version moderne du jeu, intitulée Alex Kidd in Miracle World DX, est annoncée pour le 10 juin 2020 et sorti le 24 juin 2021 sur Windows, Xbox One, PlayStation 4 et Nintendo Switch.